# Ogden Driskill
Ogden Driskill (* 24. Juli 1959 in Belle Fourche, South Dakota) ist ein US-amerikanischer Politiker der Republikanischen Partei, der seit 2011 Mitglied des Senats von Wyoming ist und von 2023 bis 2024 Präsident des Senats war.

## Leben
Ogden Driskill schloss 1977 die Hulett High School ab und erwarb 1980 ein Associate of Arts am Casper College, während er ein Studium an der University of Wyoming ohne Abschluss beendete. Er war als Rancher und in der Tourismusbranche tätig und engagierte sich in der Wyoming Stockgrowers Association, der Partnership of Rangeland Trusts sowie der Land Trust Alliance. 
Am 11. Januar 2011 wurde er als Nachfolger von Charles Townsend für die Republikanische Partei erstmals Mitglied des Senats von Wyoming und vertritt dort seither den „District 01 Campbell, Crook, Weston Counties“. Während seiner Senatszugehörigkeit war er zunächst Mitglied verschiedener Senatsausschüsse sowie Gemeinsamer Ausschüsse der Wyoming Legislature, der Legislative des Bundesstaates Wyoming. Er fungierte zwischen 2017 und 2019 als Vizevorsitzender des Gemeinsamen Ausschusses für Wasser, von 2018 bis 2021 Vorsitzender des Senatsausschusses für Reisen, Erholung, Wildtiere und kulturelle Ressourcen sowie zwischen 2019 und 2021 Vorsitzender des Gemeinsamen Ausschusses zur Finanzierung natürlicher Ressourcen. Er war ferner von 2021 bis 2023 Vorsitzender des Senatsausschusses für Körperschaften, Wahlen und politische Unterteilungen sowie zwischen 2023 und 2025 gleichzeitig Vorsitzender des Ausschusses für Geschäftsordnung und Verfahren, Vorsitzender des Luftverkehrsverbindungsausschusses sowie Vizevorsitzender des Verwaltungsrates.
Neben den Ausschussaktivitäten fungierte Driskill als Nachfolger von Michael Von Flatern zwischen dem 7. Januar 2019 und seiner Ablösung durch Larry Hicks am 12. Januar 2021 erst als Vizepräsident des Senats sowie vom 12. Januar 2021 als Nachfolger von Dan Dockstader bis zu seiner erneuten Ablösung durch Larry Hicks am 10. Januar 2023 als Senate Majority Floor Leader und damit als Mehrheitsführer der Fraktion der Republikaner im Staatssenat. Am 10. Januar 2023 übernahm er wiederum von Dan Dockstader den Posten des Senatspräsidenten und bekleidete diesen bis zum 14. Januar 2025, woraufhin Bo Biteman ihn ablöste.
Aus seiner Ehe mit Rosanne Driskill gingen drei Kinder hervor.

## Weblink
- Senator Ogden Driskill. In: Senat von Wyoming. Abgerufen am 22. Januar 2025 (englisch).